# سزار ایبانز (بازیکن فوتبال، زاده ۱۹۹۹)
سزار ایبانز (انگلیسی: César Ibáñez؛ زادهٔ ۱۷ ژوئن ۱۹۹۹) بازیکن فوتبال اهل آرژانتین است.
ایبانز در فوریه 2018 برای تمرین با تیم زیر 19 سال آرژانتین فراخوانده شد. از باشگاه‌هایی که در آن بازی کرده‌است می‌توان به باشگاه فوتبال اتلتیکو هوراکان اشاره کرد.